# 22082 Раунтрі
22082 Раунтрі (22082 Rountree) — астероїд головного поясу, відкритий 8 січня 2000 року.
Тіссеранів параметр щодо Юпітера — 3,356.